# Gunther Keusen
Gunther Keusen (* 14. Januar 1939 in Düsseldorf) ist ein deutscher Grafiker, Maler, Fotograf,  ehemaliger Hochschullehrer und -direktor.

## Leben
Keusen besuchte von 1959 bis 1961 die Werkkunstschule Saarbrücken, begann 1961 ein Studium an der Akademie der Bildenden Künste München und setzte dieses von 1961 bis 1964 an der Staatlichen Kunstakademie Düsseldorf fort.
Von 1966 bis 1971 dozierte er dann an der Werkkunstschule Bielefeld und wurde im Jahr darauf auf den Lehrstuhl für Grafik und Malerei an der Kunstakademie Münster erstberufen, den er bis 2004 innehatte. Von 1979 bis 1985 war er Direktor.
Keusen lebt in Chiddes (Burgund), Köln und Münster.